# 城 (世にも奇妙な物語)
「城」（しろ）は、テレビドラマ『世にも奇妙な物語』の中の1話。1992年8月13日放送。第225作目。同回の作品に「右手の復讐」、「ネチラタ事件」がある。
『TRICK』の演出家堤幸彦が『世にも奇妙な物語』で唯一監督した作品として知られている。

## ストーリー
大手企業、南部自動車東京支部に勤務する会社員吉沢圭介は、親会社である株式会社南部から書類に決裁をもらうため、本社のある南部市を訪れる。そこは官公庁を除く街全体が南部の関連会社で形成されており、街の中心には南部の本社ビルが、城のように鎮座していた。圭介はその異様な様子に圧倒される。
圭介は早速本社へと向かうが、受付は彼と同じく、決裁を求め、関連会社から来た人々で埋め尽くされていた。待ちぼうけを喰らう圭介。やがて彼は受付で美幸という女性と知り合い、彼女の懇意で受付をすませるものの、本社の人間から関連会社へ出向し、決裁をもらうよう指示を受ける。予想外の出来事に圭介は苛立ち、上司に報告するも、本社の指示に従い、処理が終わるまで南部市に留まるよう命令され、渋々それに従うこととなる。
やがて関連会社を訪れた圭介は、そこで別会社への出向を命じられるなど堂々巡りの日々を送ることとなり、長期滞在を強いられることとなる。一方で彼は、ひょんなことから美幸と再会し、彼女と同棲するようになる。
ある晩、圭介は美幸からある事実を聞かされる。南部本社は本社の人間ですら、一部の者しかそこに立ち入ることはできない絶対的な権力の中枢で、本社の決裁を求めて何年も待たされた挙句、生涯を終えたものは少なくないという。圭介は不安を感じるも、彼女との生活に溺れていく。
数年後、美幸と身を固めた圭介は未だに関連会社をたらい回しにされる日々を過ごしていた。ある日、彼の自宅に本社からFAXが送られてくる。これからは自宅で待機し、直接の指示を待てというのだ。命令に従う圭介。やがて十数年後、彼の元に一報の指示が届くが…。

## スタッフ
- 企画：清水賢治、石原隆（フジテレビ）
- プロデューサー：両沢和幸（日活）
- 原作：諸星大二郎「城」
- 脚本：菅谷敦夫
- 監督：堤ユキヒコ
- 音楽：蓜島邦明
- 製作：日活

## キャスト
- 吉沢圭介：うじきつよし
- 美幸：戸川京子
- 息子：泉見洋平
- 受付嬢：秋山菜津子
- 受付嬢B：足利うづめ
- 案内嬢：和木ちえり
- 課長A：二瓶鮫一
- 課長B：武発史郎
- 課長C：神田正夫
- 経理課長：加賀谷純一
- 男A：手塚とおる
- 男B：山口純平
- 女A：加藤千香子
- 上司A（声）：牛山茂
- 上司B（声）：水野龍司
- 南部鉄工資材課長：タモリ